# Boudewijnbrug (Brugge)
De Boudewijnbrug is een ligger- en basculebrug in de Belgische stad Brugge. De brug is onderdeel van de stadsring R30 en overspant de Boudewijnsluis, die in de binnenhaven het Emile Cousindok met de Vlotkom verbindt. Het gedeelte van het brugdek over de sluis zelf kan open en dicht.

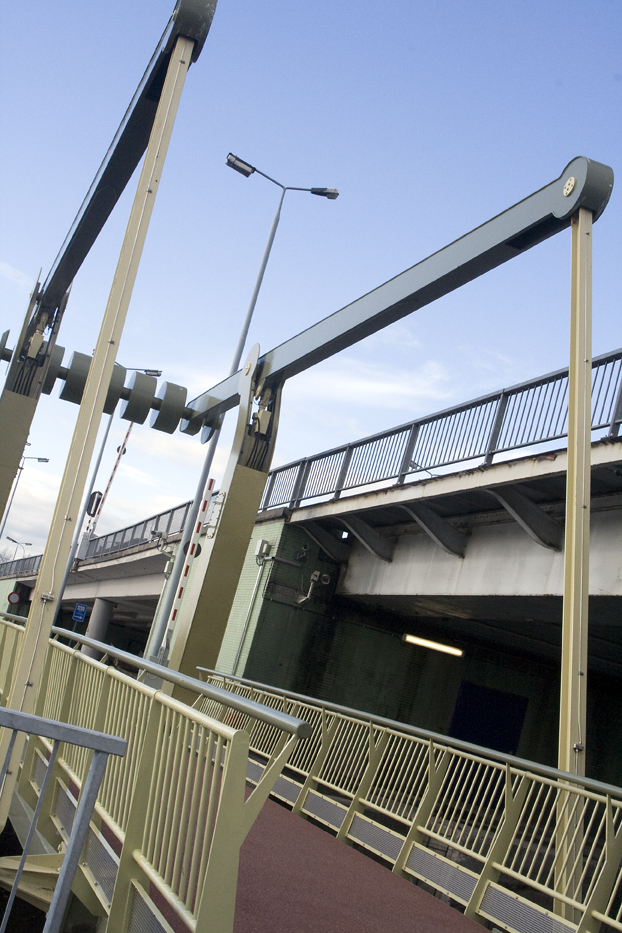
De Kleine Boudewijnbrug naast de Boudewijnbrug

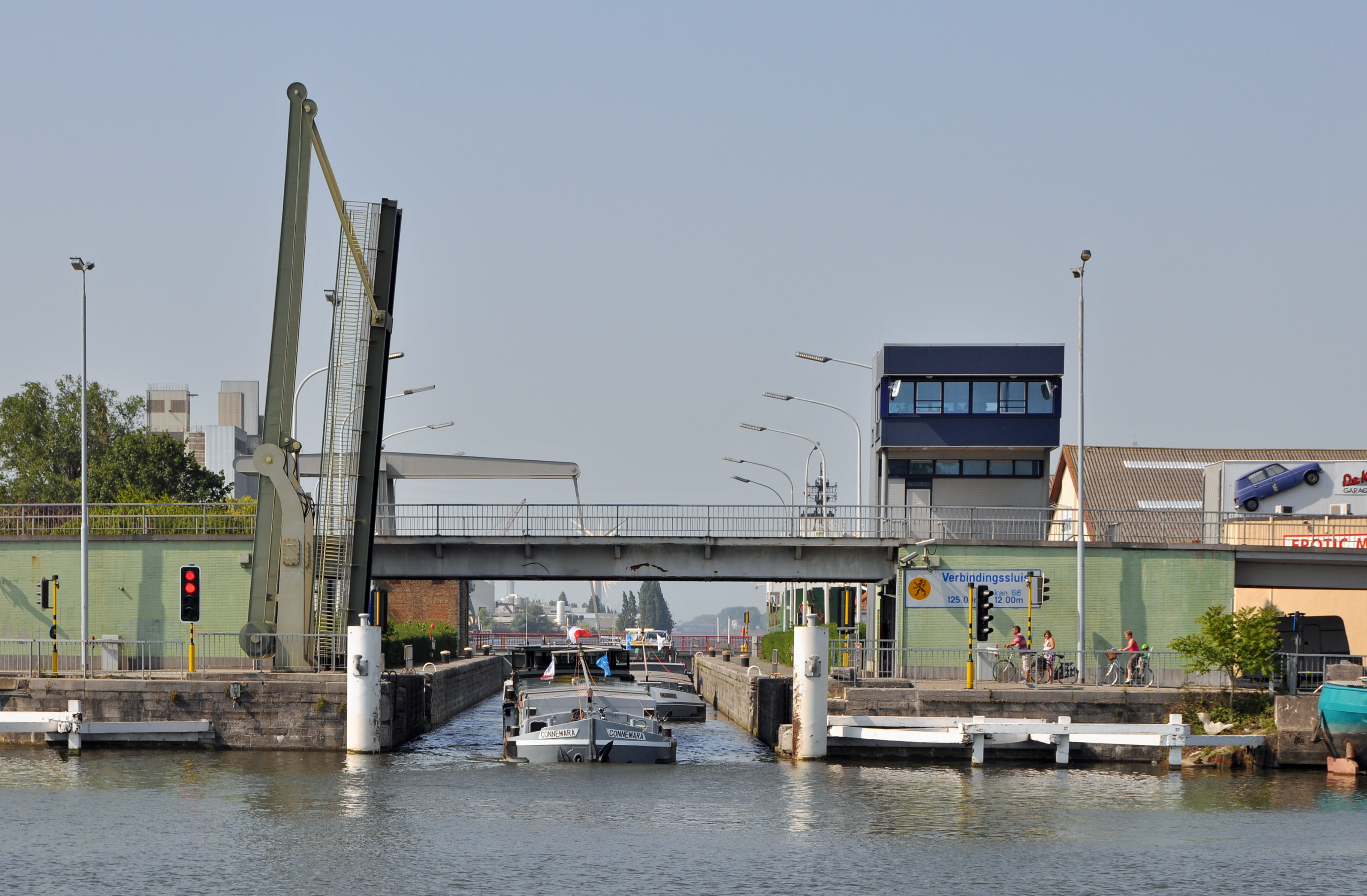
Op de voorgrond de Kleine Boudewijnbrug in geopende toestand, erachter de Boudewijnbrug zelf.

Naast de Boudewijnbrug ligt de Kleine Boudewijnbrug, een kleine ophaalbrug voor fietsers en voetgangers. Deze ligt lager, zodat zwakke weggebruikers de klim naar de hoge brug niet moeten maken. De kleine brug moet hierdoor wel open voor alle scheepvaartverkeer, terwijl de grote brug enkel voor grote en hoge schepen moet openen.
Augustijnenbrug · brug A. J. Witteryckstraat · Bargebrug (IJsputbrug) · Begijnhofbrug (Wijngaardbrug) · Blinde-Ezelbrug · Boeveriepoortbrug · Bonifaciusbrug · Boudewijnbrug · Boudewijnsluisbrug · Buiten-Kruisvestbrug · Canadabrug · Carmersbrug · Colettijnebrug · Conzettbrug · Coupurebrug (Scharebrug) · Dambrug · Dampoortbruggen · brug Dampoortstraat & fietsbrug Dampoortstraat · Dudzelebrug · Dudzele Spoorbrug · Duinenbrug · Ezelbrug · Ezelpoortbrug · Fonteinbrug · Gentpoortbrug · Gouden-Handbrug · Groeningebrug · Gruuthusebrug · Gulden-Vliesbrug · Herdersbrug · Houtkaaibrug · Johannes Nepomucenusbrug · Jonckheerefietsbrug · Kapucijnenbrug · Karel van Manderbrug · Katelijnebrug · Katelijnepoortbrug · Ketsbruggebrug · Kleine Boudewijnbrug · Koningsbrug · Krakelebrug · Kruispoortbruggen · Leeuwbrug · Leonardsstuwbrug · Mariabrug · Meebrug · Minnewaterbrug · Minnewaterparkbrug · Molenbrug · Brug van Mylle · brug Odegemstraat · Oostmeersbrug · brug Oude Kortrijkstraat · Passantenfietsbrug · Peerdenbrug · Pharebrug · Pierre Vandammebrug 1 · Pierre Vandammebrug 2 · Pierre Vandammebrug 3 · Pierre Vandammebrug 4 · Predikherenbrug · Roskambrug · Sashuisbrug · Scheepsdalebrug · Sint-Annabrug · Sleutelbrug · Smedenpoortbrug · Snaggaardbrug · Steenbruggebrug · Straussbrug · Strobrug · Torenbrug · voetgangers- en fietsbrug Vaartdijkstraat-Lappersfortstraat · Van Bellenbrug · Visartbrug · Vlamingbrug · Waggelwaterbrug · Waggelwaterspoorbrug (nieuwe) · Waggelwaterspoorbrug (oude) · Walbrug · Warandebrug · Westmeersbrug · Wijngaardpleinbrug · Wulpenbrug · Zwankendammebrug